# Heinrich Theobald Schenk
Heinrich Theobald Schenk, född 10 april 1656 i Heidelbach (Alsfeld), död 11 april 1727 i Gießen, var en tysk präst och psalmdiktare. Han arbetade som kyrkoherde i Gießen, Hessen och är den tyska författaren till den till svenska översatta psalmen Vilken är den stora skara, som senare tonsattes av Wolfgang Amadeus Mozart. Han finns representerad i Svenska Missionsförbundets sångbok 1920 (SMF 1920).

## Psalmer
- Vilken är den stora skara (SMF 1920 nr 751) Finns på Wikisource.